# Saint-Brès (Gard)
Pour les articles homonymes, voir Saint-Brès.
Saint-Brès est une commune française d’environ 650 habitants, située dans le nord du département du Gard en région Occitanie.
Exposée à un climat méditerranéen, elle est drainée par la Cèze, Valat de la Vigna, Valat de Lérou et par divers autres petits cours d'eau. La commune possède un patrimoine naturel remarquable : un site Natura 2000 (les « hautes vallées de la Cèze et du Luech ») et deux zones naturelles d'intérêt écologique, faunistique et floristique.
Saint-Brès est une commune rurale qui compte 684 habitants en 2022. Elle est dans l'agglomération d'Alès et fait partie de l'aire d'attraction d'Alès. Ses habitants sont appelés les Saint-Bresiens ou  Saint-Bresiennes.

## Géographie
Entouré par les communes de Saint-Ambroix, Courry et Meyrannes, Saint-Brès est situé à 19 km au nord-est d'Alès, la plus grande ville aux alentours.
Situé à 173 mètres d'altitude, la rivière la Cèze est le principal cours d'eau qui traverse le village de Saint-Brès.
La commune est proche du parc national des Cévennes à environ 11 km.

### Communes limitrophes
Les communes limitrophes sont  Courry, Meyrannes, Saint-Ambroix, Saint-André-de-Cruzières, Saint-Sauveur-de-Cruzières et Saint-Victor-de-Malcap.

### Climat
Pour des articles plus généraux, voir Climat de l'Occitanie et Climat du Gard.
En 2010, le climat de la commune est de type climat méditerranéen franc, selon une étude s'appuyant sur une série de données couvrant la période 1971-2000. En 2020, Météo-France publie une typologie des climats de la France métropolitaine dans laquelle la commune est exposée à un climat de montagne ou de marges de montagne et est dans la région climatique Provence, Languedoc-Roussillon, caractérisée par une pluviométrie faible en été, un très bon ensoleillement (2 600 h/an), un été chaud (21,5 °C), un air très sec en été, sec en toutes saisons, des vents forts (fréquence de 40 à 50 % de vents > 5 m/s) et peu de brouillards.
Pour la période 1971-2000, la température annuelle moyenne est de 13,3 °C, avec une amplitude thermique annuelle de 17,3 °C. Le cumul annuel moyen de précipitations est de 1 221 mm, avec 7,2 jours de précipitations en janvier et 3,8 jours en juillet. Pour la période 1991-2020, la température moyenne annuelle observée sur la station météorologique la plus proche, située sur la commune de Salindres à 12 km à vol d'oiseau, est de 14,0 °C et le cumul annuel moyen de précipitations est de 1 092,1 mm,. Pour l'avenir, les paramètres climatiques de la commune estimés pour 2050 selon différents scénarios d’émission de gaz à effet de serre sont consultables sur un site dédié publié par Météo-France en novembre 2022.

### Milieux naturels et biodiversité

#### Réseau Natura 2000

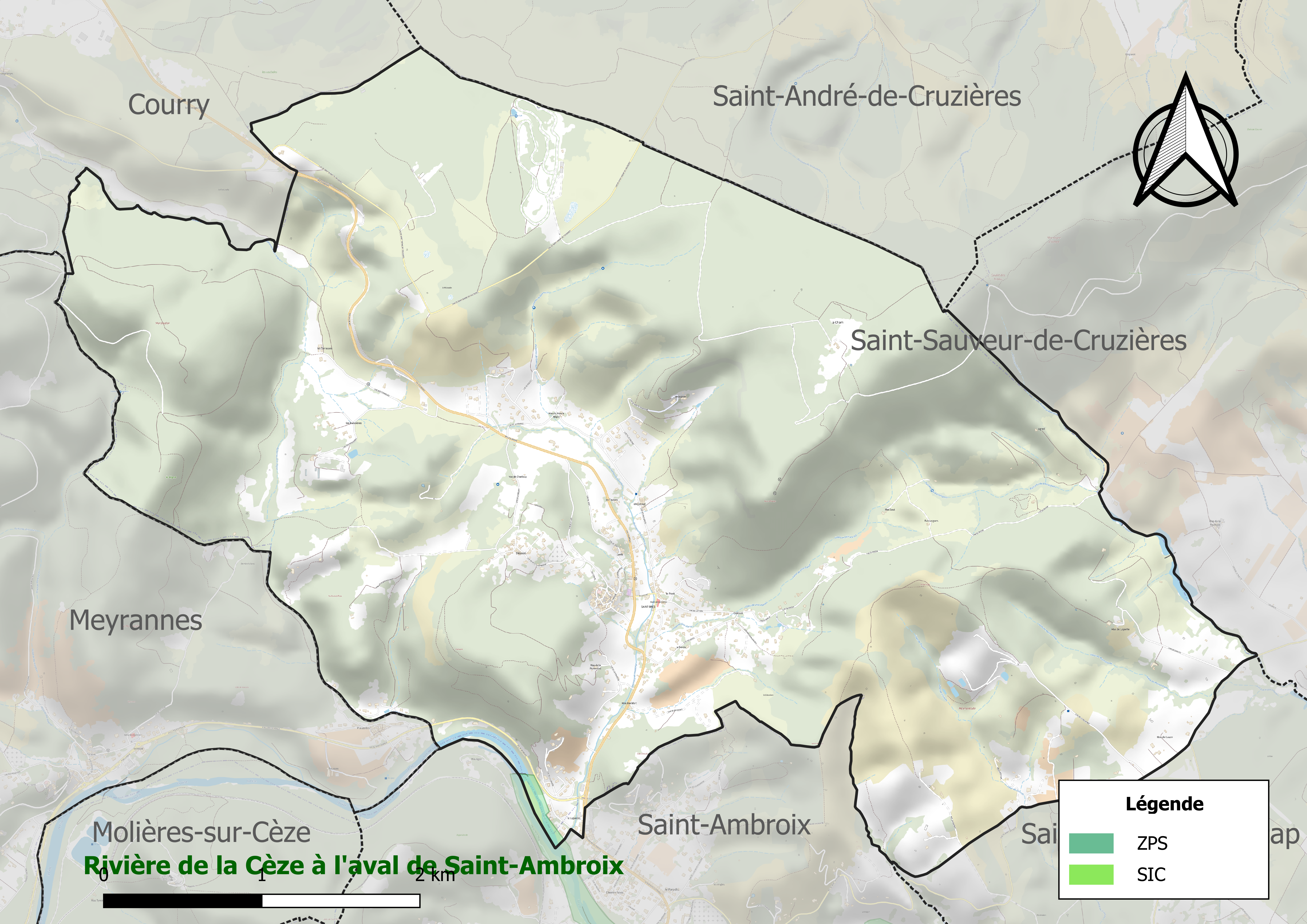
Site Natura 2000 sur le territoire communal.

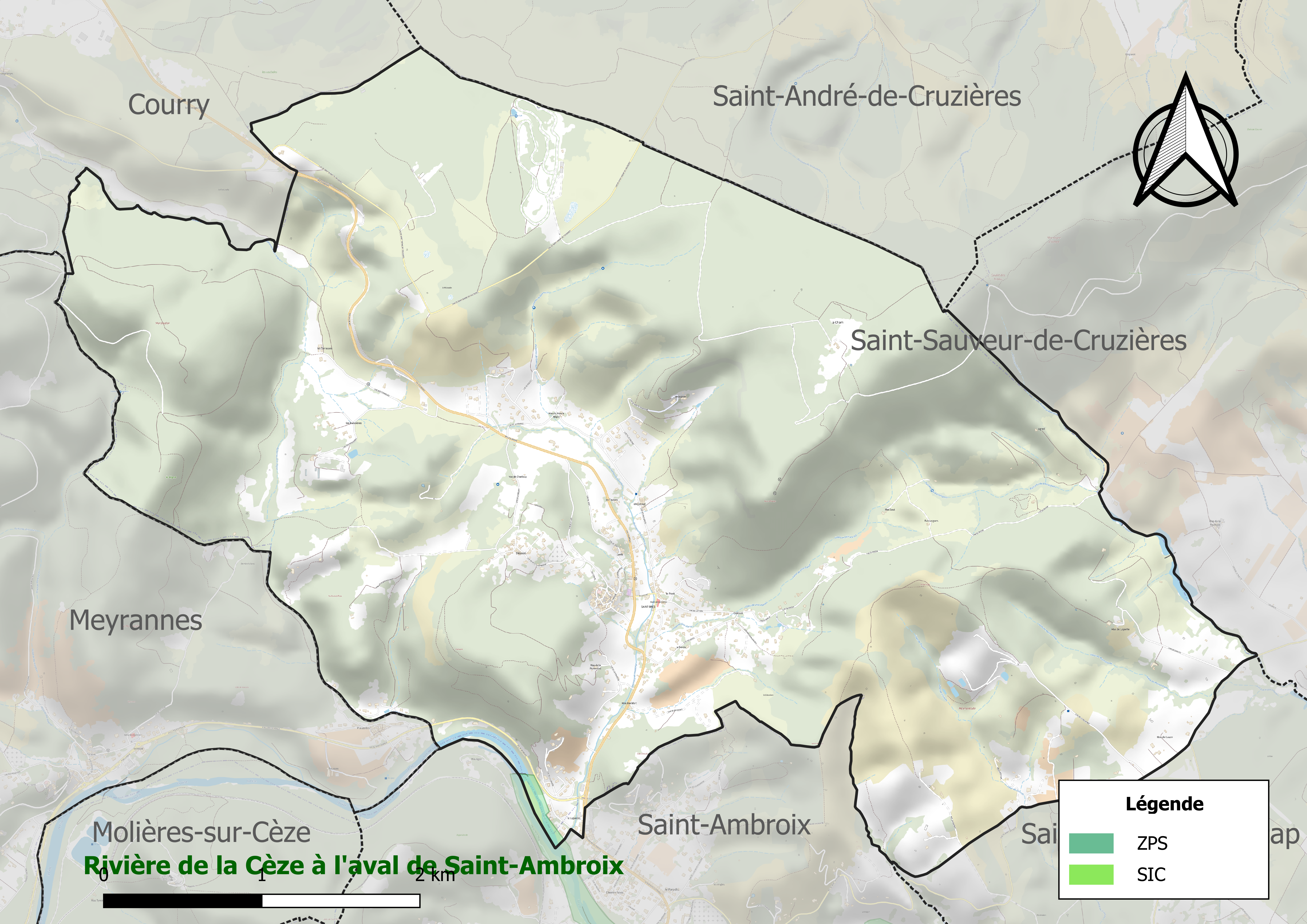
Site Natura 2000 sur le territoire communal.

Le réseau Natura 2000 est un réseau écologique européen de sites naturels d'intérêt écologique élaboré à partir des directives habitats et oiseaux, constitué de zones spéciales de conservation (ZSC) et de zones de protection spéciale (ZPS).
Un site Natura 2000 a été défini sur la commune au titre de la directive habitats : les « hautes vallées de la Cèze et du Luech », d'une superficie de 12 680 ha, correspondant à la partie amont du bassin versant de la Cèze. Elles présentent un patrimoine naturel remarquable, avec quatre espèces piscicoles : l'écrevisse à pattes blanches, le castor, la loutre et le barbeau méridional et cinq habitats d'intérêt communautaire d'origine.

#### Zones naturelles d'intérêt écologique, faunistique et floristique
L’inventaire des zones naturelles d'intérêt écologique, faunistique et floristique (ZNIEFF) a pour objectif de réaliser une couverture des zones les plus intéressantes sur le plan écologique, essentiellement dans la perspective d’améliorer la connaissance du patrimoine naturel national et de fournir aux différents décideurs un outil d’aide à la prise en compte de l’environnement dans l’aménagement du territoire.
Une ZNIEFF de type 1 est recensée sur la commune :
la « rivière de la Cèze à l'aval de Saint-Ambroix » (228 ha), couvrant 9 communes du département et une ZNIEFF de type 2, : 
le « cours moyen de la Cèze » (648 ha), couvrant 16 communes du département.

## Urbanisme

### Typologie
Au 1er janvier 2024, Saint-Brès est catégorisée bourg rural, selon la nouvelle grille communale de densité à sept niveaux définie par l'Insee en 2022.
Elle appartient à l'unité urbaine d'Alès, une agglomération intra-départementale regroupant 22  communes, dont elle est une commune de la banlieue,,. Par ailleurs la commune fait partie de l'aire d'attraction d'Alès, dont elle est une commune de la couronne,. Cette aire, qui regroupe 64 communes, est catégorisée dans les aires de 50 000 à moins de 200 000 habitants,.

### Occupation des sols
L'occupation des sols de la commune, telle qu'elle ressort de la base de données européenne d’occupation biophysique des sols Corine Land Cover (CLC), est marquée par l'importance des forêts et milieux semi-naturels (84,7 % en 2018), en diminution par rapport à 1990 (86,9 %). La répartition détaillée en 2018 est la suivante : 
milieux à végétation arbustive et/ou herbacée (64,9 %), forêts (19,8 %), zones agricoles hétérogènes (9,1 %), zones urbanisées (2,6 %), espaces verts artificialisés, non agricoles (2,2 %), prairies (1,4 %). L'évolution de l’occupation des sols de la commune et de ses infrastructures peut être observée sur les différentes représentations cartographiques du territoire : la carte de Cassini (XVIIIe siècle), la carte d'état-major (1820-1866) et les cartes ou photos aériennes de l'IGN pour la période actuelle (1950 à aujourd'hui).

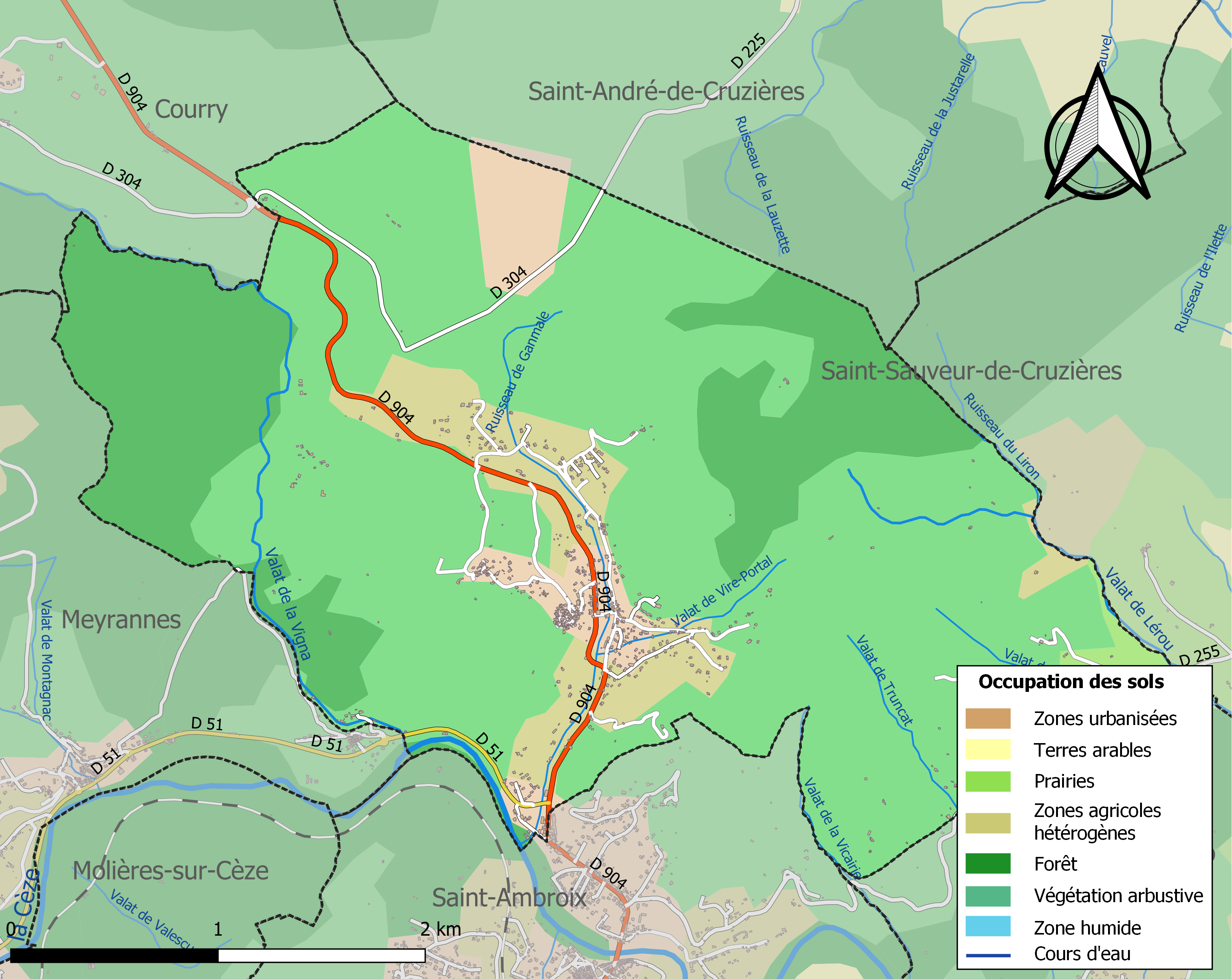
Carte des infrastructures et de l'occupation des sols de la commune en 2018 (CLC).

### Risques majeurs
Le territoire de la commune de Saint-Brès est vulnérable à différents aléas naturels : météorologiques (tempête, orage, neige, grand froid, canicule ou sécheresse), inondations, feux de forêts, mouvements de terrains et séisme (sismicité modérée). Il est également exposé à un risque technologique, la rupture d'un barrage, et à un risque particulier : le risque de radon. Un site publié par le BRGM permet d'évaluer simplement et rapidement les risques d'un bien localisé soit par son adresse soit par le numéro de sa parcelle.

#### Risques naturels
La commune fait partie du territoire à risques importants d'inondation (TRI) d'Alès, regroupant 37 communes autour d'Alès, un des 31 TRI qui ont été arrêtés fin 2012 sur le bassin Rhône-Méditerranée, retenu au regard des risques de débordements de la Cèze et des Gardons. Parmi les dernières crues significatives qui ont touché le territoire figurent celles de 1958 et de septembre 2002. Des cartes des surfaces inondables ont été établies pour trois scénarios : fréquent (crue de temps de retour de 10 ans à 30 ans), moyen (temps de retour de 100 ans à 300 ans) et extrême (temps de retour de l'ordre de 1 000 ans, qui met en défaut tout système de protection),. La commune a été reconnue en état de catastrophe naturelle au titre des dommages causés par les inondations et coulées de boue survenues en 1982, 1983, 1987, 1992, 1993, 1997, 1998, 2002, 2015 et 2018,.

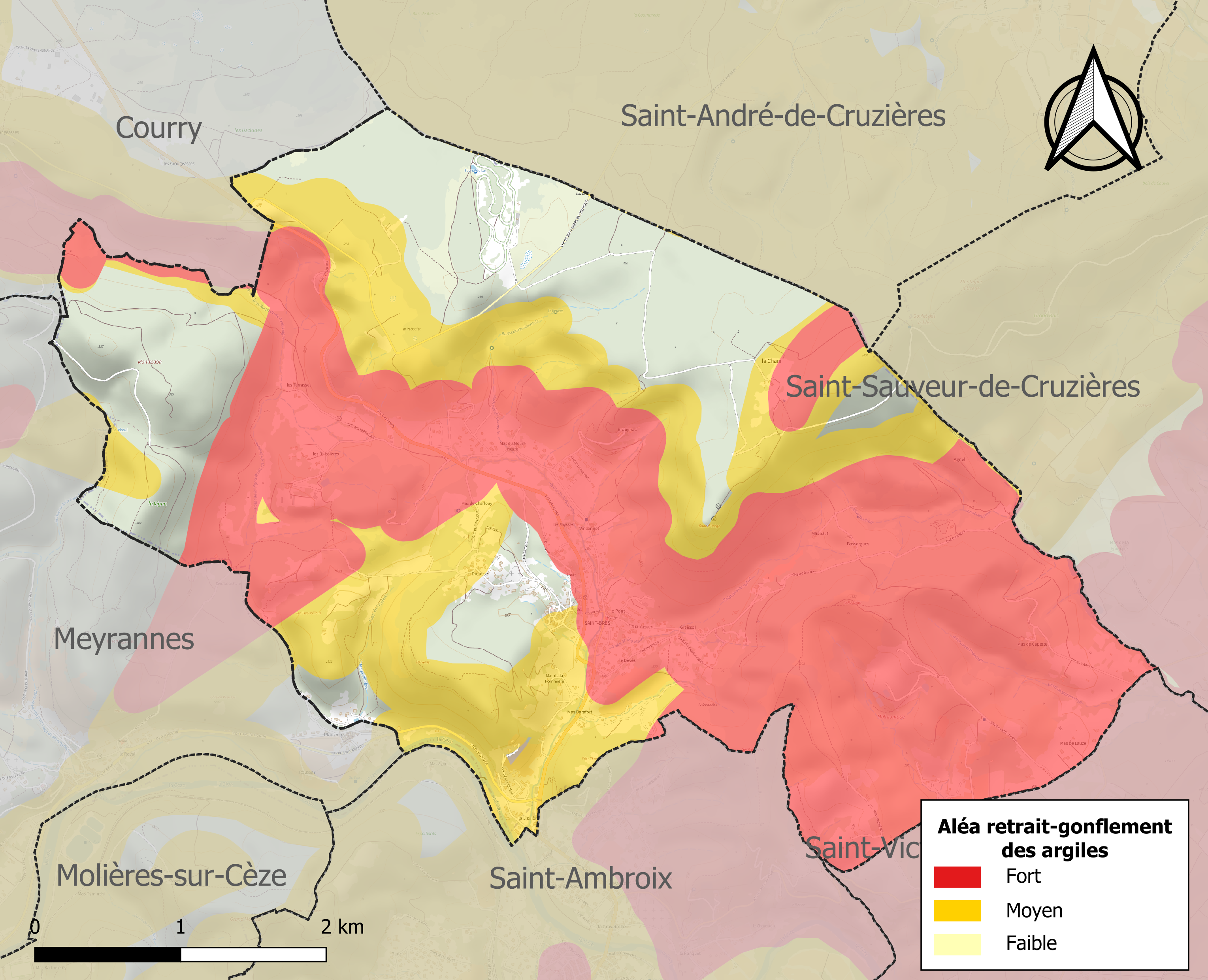
Carte des zones d'aléa retrait-gonflement des sols argileux de Saint-Brès.

La commune est vulnérable au risque de mouvements de terrains constitué principalement du retrait-gonflement des sols argileux. Cet aléa est susceptible d'engendrer des dommages importants aux bâtiments en cas d’alternance de périodes de sécheresse et de pluie. 75 % de la superficie communale est en aléa moyen ou fort (67,5 % au niveau départemental et 48,5 % au niveau national). Sur les 390 bâtiments dénombrés sur la commune en 2019, 351 sont en aléa moyen ou fort, soit 90 %, à comparer aux 90 % au niveau départemental et 54 % au niveau national. Une cartographie de l'exposition du territoire national au retrait gonflement des sols argileux est disponible sur le site du BRGM,.
Par ailleurs, afin de mieux appréhender le risque d’affaissement de terrain, l'inventaire national des cavités souterraines permet de localiser celles situées sur la commune.
Concernant les mouvements de terrains, la commune a été reconnue en état de catastrophe naturelle au titre des dommages causés par la sécheresse en 2012 et par des mouvements de terrain en 1983.

#### Risques technologiques
La commune est en outre située en aval du barrage de Sénéchas, un ouvrage de classe A doté d'un PPI. À ce titre elle est susceptible d’être touchée par l’onde de submersion consécutive à la rupture de cet ouvrage.

#### Risque particulier
Dans plusieurs parties du territoire national, le radon, accumulé dans certains logements ou autres locaux, peut constituer une source significative d’exposition de la population aux rayonnements ionisants. Certaines communes du département sont concernées par le risque radon à un niveau plus ou moins élevé. Selon la classification de 2018, la commune de Saint-Brès est classée en zone 2, à savoir zone à potentiel radon faible mais sur lesquelles des facteurs géologiques particuliers peuvent faciliter le transfert du radon vers les bâtiments.

## Histoire
Au cours de la Révolution française, la commune porte provisoirement le nom de Mont-Usèze en 1789, puis Saint-Brés en 1793 et enfin Saint-Brès en 1801 (jusqu'à nos jours).
Cette information, l'adoption d'un nouveau nom en 1789, est curieuse. Quel est ce mont "Usèze" ? Le retour à un nom de saint en 1793 encore plus ! Saint Brès désigne en effet fort probablement le successeur de saint Martin de Tours, Brice de Tours.

### Milieux naturels et biodiversité

#### Réseau Natura 2000
Le réseau Natura 2000 est un réseau écologique européen de sites naturels d'intérêt écologique élaboré à partir des directives habitats et oiseaux, constitué de zones spéciales de conservation (ZSC) et de zones de protection spéciale (ZPS).
Un site Natura 2000 a été défini sur la commune au titre de la directive habitats : les « hautes vallées de la Cèze et du Luech », d'une superficie de 12 680 ha, correspondant à la partie amont du bassin versant de la Cèze. Elles présentent un patrimoine naturel remarquable, avec quatre espèces piscicoles : l'écrevisse à pattes blanches, le castor, la loutre et le barbeau méridional et cinq habitats d'intérêt communautaire d'origine.

#### Zones naturelles d'intérêt écologique, faunistique et floristique
L’inventaire des zones naturelles d'intérêt écologique, faunistique et floristique (ZNIEFF) a pour objectif de réaliser une couverture des zones les plus intéressantes sur le plan écologique, essentiellement dans la perspective d’améliorer la connaissance du patrimoine naturel national et de fournir aux différents décideurs un outil d’aide à la prise en compte de l’environnement dans l’aménagement du territoire.
Une ZNIEFF de type 1 est recensée sur la commune :
la « rivière de la Cèze à l'aval de Saint-Ambroix » (228 ha), couvrant 9 communes du département et une ZNIEFF de type 2, : 
le « cours moyen de la Cèze » (648 ha), couvrant 16 communes du département.

## Urbanisme

### Typologie
Saint-Brès est une commune rurale, car elle fait partie des communes peu ou très peu denses, au sens de la grille communale de densité de l'Insee.
Elle appartient à l'unité urbaine d'Alès, une agglomération intra-départementale regroupant 22 communes et 95 704 habitants en 2017, dont elle est une commune de la banlieue.
Par ailleurs la commune fait partie de l'aire d'attraction d'Alès, dont elle est une commune de la couronne. Cette aire, qui regroupe 64 communes, est catégorisée dans les aires de 50 000 à moins de 200 000 habitants,.

## Historique de l'école
- En 1866, le conseil municipal décida de doter la commune de deux maisons d'école. En 1910, l'école actuelle fut construite grâce au maire Auguste Bayle.
- Au début des années 1980, l'école fut menacée de fermeture. L'équipe municipale de Jean Vedel s'est battue afin d'éviter l'irréparable et la mort de l'âme du village.

Il n'y avait plus que 8 enfants scolarisés. L'école fut préservée par la mise en place du ramassage scolaire (avec une Renault 4L à 3 vitesses).
- En 2006, la pérennité de l'école se conforte avec pour l'année scolaire 2006-2007 la réouverture de la 2e classe et la présence de 39 élèves de la moyenne section maternelle (4 ans) au CM2.
- Depuis la rentrée 2014, les élèves de petite section (3 ans) sont accueillis à l'école.
- Cette magnifique horloge d'édifice a été installée sur les hauteurs de cette école à Saint-Brès en septembre 1910 sous l'administration de : M. Bayle Auguste (maire), M. Barry Ferdinand, M. Pertus Auguste, M. Saut Eugène, M. Pontal Eugène, M. Bonnet Paul, M. Chazal Auguste, M. Dumas Albin, M. Blisson Paulin, M. Escudier Auguste, M. Thomas Eugène, et de M. Borrely Louis.
- Architecte : M. Barban Louis et Mme Reynard (secrétaire).

## Héraldique
| Blason de Saint-Brès | Blason  | De gueules au chef losangé d'or et de gueules.   |
| Blason de Saint-Brès | Détails | Le statut officiel du blason reste à déterminer. |

## Politique et administration
| Période                                  | Période  | Identité      | Étiquette | Qualité  |
| ---------------------------------------- | -------- | ------------- | --------- | -------- |
| mars 2001                                | En cours | Michel Eyraud | PS        | Retraité |
| Les données manquantes sont à compléter. |          |               |           |          |

## Démographie
L'évolution du nombre d'habitants est connue à travers les recensements de la population effectués dans la commune depuis 1793. Pour les communes de moins de 10 000 habitants, une enquête de recensement portant sur toute la population est réalisée tous les cinq ans, les populations de référence des années intermédiaires étant quant à elles estimées par interpolation ou extrapolation. Pour la commune, le premier recensement exhaustif entrant dans le cadre du nouveau dispositif a été réalisé en 2007.

En 2022, la commune comptait 684 habitants, en évolution de +5,56 % par rapport à 2016 (Gard : +2,97 %, France hors Mayotte : +2,11 %).
| 1793 | 1800 | 1806 | 1821 | 1831 | 1836 | 1841 | 1846 | 1851 |
| ---- | ---- | ---- | ---- | ---- | ---- | ---- | ---- | ---- |
| 403  | 303  | 467  | 482  | 620  | 644  | 676  | 671  | 737  |

| 1856 | 1861 | 1866 | 1872 | 1876 | 1881 | 1886 | 1891 | 1896 |
| ---- | ---- | ---- | ---- | ---- | ---- | ---- | ---- | ---- |
| 702  | 700  | 736  | 693  | 645  | 580  | 594  | 585  | 640  |

| 1901 | 1906 | 1911 | 1921 | 1926 | 1931 | 1936 | 1946 | 1954 |
| ---- | ---- | ---- | ---- | ---- | ---- | ---- | ---- | ---- |
| 674  | 658  | 648  | 628  | 625  | 604  | 551  | 466  | 546  |

| 1962 | 1968 | 1975 | 1982 | 1990 | 1999 | 2006 | 2007 | 2012 |
| ---- | ---- | ---- | ---- | ---- | ---- | ---- | ---- | ---- |
| 532  | 533  | 504  | 524  | 612  | 533  | 617  | 630  | 625  |

| 2017 | 2022 | - | - | - | - | - | - | - |
| ---- | ---- | - | - | - | - | - | - | - |
| 652  | 684  | - | - | - | - | - | - | - |

## Économie

### Revenus
En 2018  (données Insee publiées en septembre 2021), la commune compte 297 ménages fiscaux, regroupant 649 personnes. La médiane du revenu disponible par unité de consommation est de 17 760 € (20 020 € dans le département).

### Emploi
|                | 2008   | 2013   | 2018   |
| -------------- | ------ | ------ | ------ |
| Commune        | 12 %   | 12,1 % | 14,2 % |
| Département    | 10,6 % | 12 %   | 12 %   |
| France entière | 8,3 %  | 10 %   | 10 %   |

En 2018, la population âgée de 15 à 64 ans s'élève à 372 personnes, parmi lesquelles on compte 69,6 % d'actifs (55,4 % ayant un emploi et 14,2 % de chômeurs) et 30,4 % d'inactifs,. Depuis 2008, le taux de chômage communal (au sens du recensement) des 15-64 ans est supérieur à celui de la France et du département.
La commune fait partie de la couronne de l'aire d'attraction d'Alès, du fait qu'au moins 15 % des actifs travaillent dans le pôle,. Elle compte 67 emplois en 2018, contre 61 en 2013 et 74 en 2008. Le nombre d'actifs ayant un emploi résidant dans la commune est de 212, soit un indicateur de concentration d'emploi de 31,4 % et un taux d'activité parmi les 15 ans ou plus de 47,2 %.
Sur ces 212 actifs de 15 ans ou plus ayant un emploi, 44 travaillent dans la commune, soit 21 % des habitants. Pour se rendre au travail, 87,4 % des habitants utilisent un véhicule personnel ou de fonction à quatre roues, 0,5 % les transports en commun, 3,8 % s'y rendent en deux-roues, à vélo ou à pied et 8,4 % n'ont pas besoin de transport (travail au domicile).

### Activités hors agriculture
47 établissements sont implantés  à Saint-Brès au 31 décembre 2019. Le tableau ci-dessous en détaille le nombre par secteur d'activité et compare les ratios avec ceux du département,.
| Secteur d'activité                                                                                        | Commune | Commune | Département |
| Secteur d'activité                                                                                        | Nombre  | %       | %           |
| --- | ------- | ------- | ----------- |
| Ensemble                                                                                                  | 47      |         |             |
| Industrie manufacturière, industries extractives et autres                                                | 4       | 8,5 %   | (7,9 %)     |
| Construction                                                                                              | 11      | 23,4 %  | (15,5 %)    |
| Commerce de gros et de détail, transports, hébergement et restauration                                    | 18      | 38,3 %  | (30 %)      |
| Information et communication                                                                              | 3       | 6,4 %   | (2,2 %)     |
| Activités spécialisées, scientifiques et techniques et activités de services administratifs et de soutien | 5       | 10,6 %  | (14,9 %)    |
| Administration publique, enseignement, santé humaine et action sociale                                    | 3       | 6,4 %   | (13,5 %)    |
| Autres activités de services                                                                              | 3       | 6,4 %   | (8,8 %)     |

Le secteur du commerce de gros et de détail, des transports, de l'hébergement et de la restauration est prépondérant sur la commune puisqu'il représente 38,3 % du nombre total d'établissements de la commune (18 sur les 47 entreprises implantées  à Saint-Brès), contre 30 % au niveau départemental.

### Agriculture
|               | 1988 | 2000 | 2010 | 2020 |
| ------------- | ---- | ---- | ---- | ---- |
| Exploitations | 26   | 10   | 12   | 2    |
| SAU (ha)      | 55   | 25   | 22   | 4    |

La commune est dans le Bas-Vivarais, une petite région agricole occupant une petite frange nord du département du Gard. En 2020, l'orientation technico-économique de l'agriculture  sur la commune est la culture de légumes ou champignons. Deux exploitations agricoles ayant leur siège dans la commune sont dénombrées lors du recensement agricole de 2020 (26 en 1988). La superficie agricole utilisée est de 4 ha,,.

## Culture locale et patrimoine

### Lieux et monuments

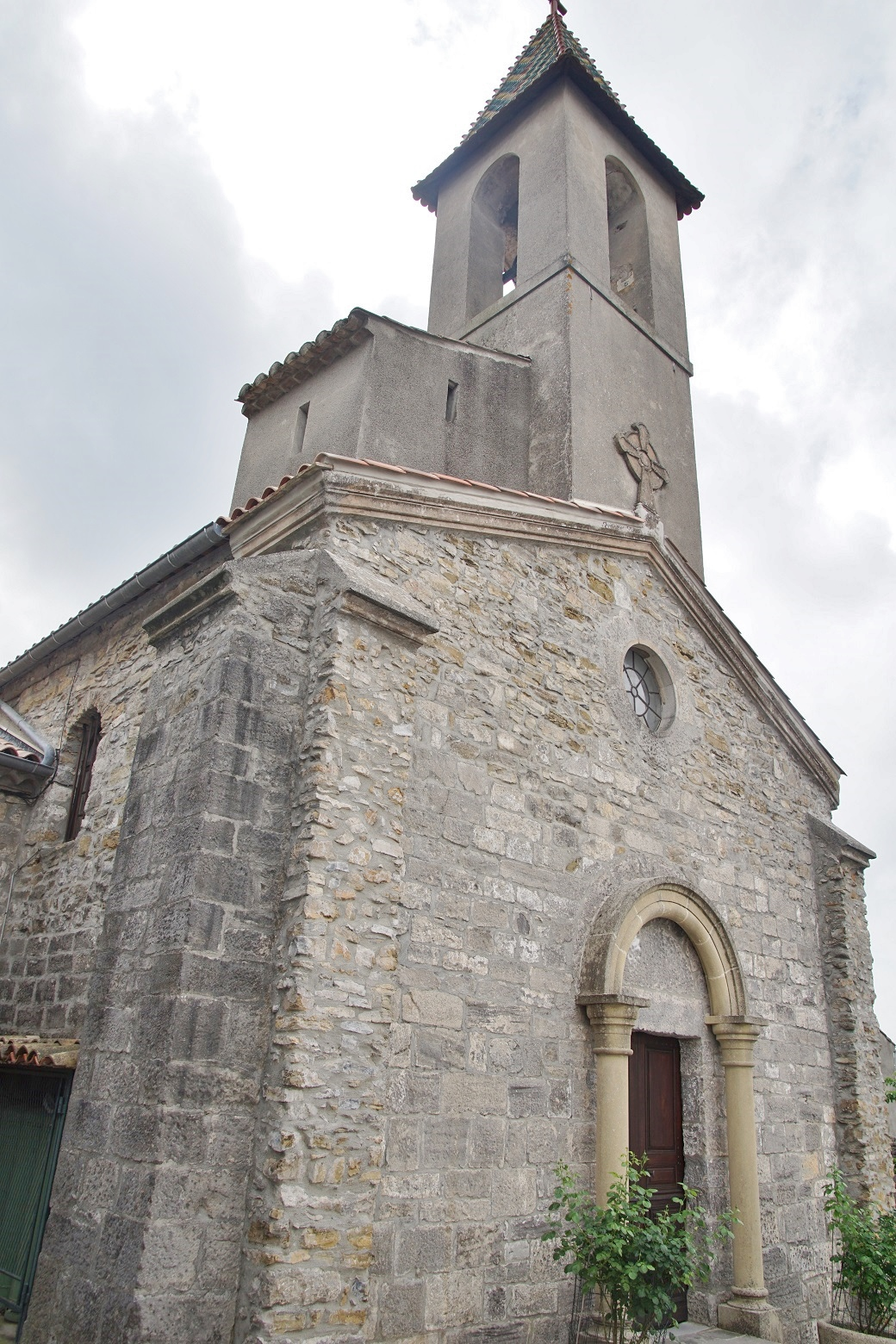
Église de Saint-Brès.

- Église paroissiale Saint-Brice.